# Osby IK
Osby IK är en ishockeyklubb från den nordskånska orten Osby. Verksamhet startade 1967. Första året fick man spela och träna i Glimåkra, men 1968 blev Osby ishall klar. Då körde man igång ungdoms- och seniorverksamhet på hemmaplan. Ishallen kom till efter ideell och frivillig hjälp från många osbybor.
Säsongen 1988/89 skapade Osby stor sensation, när man sensationellt besegrade Percy Nilssons storsatsande lag Malmö IF med 3–1 på bortaplan. 
1993 var Osby IK involverade i en annan uppmärksammad händelse. En playoffmatch mot Mariestads BoIS kunde inte avgöras på ordinarie tid och fick förlängas gång på gång. Först efter 128 minuter och 42 sekunder kunde Jonas Evaldsson avgöra matchen genom att göra 5–4 till Osby. Då var man inne i den 7:e perioden, vilket vid denna tid var svenskt rekord. Än idag (februari 2020) är det den fjärde längsta matchen inom svensk ishockey.

## Säsonger
Klubben har spelat sju säsonger i Division I. Hur det gått redovisas i tabellen nedan.
| Säsong                  | Division         | Placering | Vårserie                  | Kval/Playoff                                  |
| ----------------------- | ---------------- | --------- | ------------------------- | --------------------------------------------- |
| 1981/1982               | Division I Södra | 9         |                           | 4:a i kvalserien till Division 1, nerflyttade |
| spel i lägre divisioner |                  |           |                           |                                               |
| 1988/1989               | Division I Södra | 8         | 6:a i fortsättningsserien |                                               |
| 1989/1990               | Division I Södra | 7         | 6:a i fortsättningsserien |                                               |
| 1990/1991               | Division I Södra | 10        | 8:a i fortsättningsserien | nerflyttade                                   |
| spel i lägre divisioner |                  |           |                           |                                               |
| 2003/2004               | Division 1 Södra | 11        |                           | 2:a i kval till Division 1                    |
| 2004/2005               | Division 1 Södra | 9         |                           | 1:a i kvalserien till Division 1              |
| 2005/2006               | Division 1F      | 12        |                           | 4:a i kvalserien till Division 1, nerflyttade |